# آنتونوف ای‌ان-۷۲
آنتونوف ای‌ان-۷۲ هواپیمایی است که نخستین بار در ۲۲ دسامبر ۱۹۷۷ (میلادی) پرواز کرد. یکی از انواع آن، آنتونوف-۷۴، امکان پرواز در مناطق قطبی را نیز دارد.
هواپیماهای آنتونوف-۷۲ به صورتی گسترده در نیروی هوافضای سپاه پاسداران انقلاب اسلامی مورد استفاده قرار می‌گیرد.

## مدل‌ها
- An-72-100 مدل دگرگون شده برای خدمات مسافربری عمومی
- An-74 چندمنظوره
- An-74T-100
- An-74T-200 توانایی حمل بار بیشتر
- An-74T-200A
- An-74TK-100
- An-74TK-200 قابلیت تبدیل از مسافربری به ترابری و بالعکس
- An-74TK-200 Salon مدل اجرایی برای حمل ده تا شانزده مسافر [۳].

## مشخصات
دارای دو موتور توربوفن بر روی بالها و نزدیک به بدنه هواپیماست.
- فاصله نوک دو بال: ۳۱٫۹ متر
- طول: ۲۸٫۱ متر
- ارتفاع: ۸٫۷ متر
- ظرفیت مسافر: ۶۸ نفر
- بیشینه سرعت: ۷۰۵ کیلومتر بر ساعت
- محدوده پرواز: ۲۱۵۰ کیلومتر [۳].